# 亚历山德罗斯·马夫罗科扎托斯

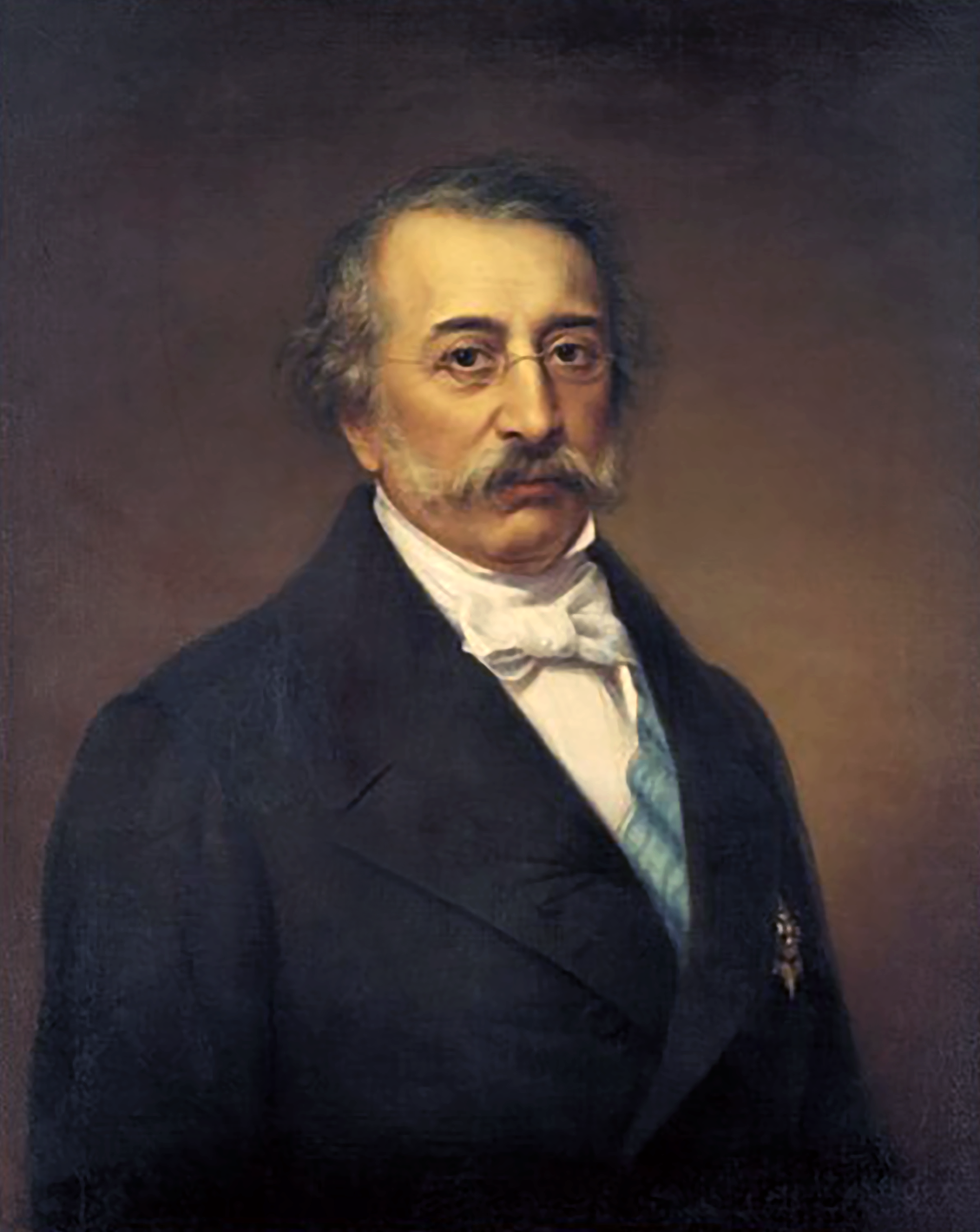
亚历山德罗斯·马夫罗科扎托斯

亚历山德罗斯·马夫罗科扎托斯（羅馬化：Aléxandros Mavrokordátos；1791年－1865年），希腊政治人物，曾数次出任希腊总理，分别为1822年–1823年，1833年–1834年，1841年7月–1841年8月，1844年4月11日–1844年8月18日，1854年7月29日–1855年10月。

## 生平
亚历山德罗斯·马夫罗科扎托斯生于伊斯坦布尔，当时由奥斯曼帝国统治。1865年，逝世于埃伊纳岛。